# Shūto Inaba
Shūto Inaba (japanisch 稲葉 修土 Inaba Shūto; * 29. Juni 1993 in der Präfektur Osaka) ist ein japanischer Fußballspieler.

## Karriere
Inaba erlernte das Fußballspielen in der Schulmannschaft der Rissho University Shonan High School und der Universitätsmannschaft der Fukuoka-Universität. Seinen ersten Vertrag unterschrieb er 2016 bei Albirex Niigata (Singapur). Der Verein ist ein Ableger des japanischen Zweitligisten Albirex Niigata, der in der ersten Liga von Singapur, der Singapore Premier League, spielte. Mit dem Verein wurde er 2016 und 2017 singapurischer Meister. 2016 gewann er mit Niigata den Singapore League Cup. 2016 und 2017 gewann er mit dem Verein den Singapore Community Shield sowie den Singapore Cup. Für Niigata absolvierte er 45 Erstligaspiele. 2018 unterschrieb er einen Vertrag bei Kataller Toyama. Mit dem Verein aus Toyama spielte er 54-mal in der dritten japanischen Liga. Der Zweitligaaufsteiger Blaublitz Akita nahm ihn im Januar 2021 für zwei Spielzeiten unter Vertrag. Für den Klub aus Akita (Akita)Akita bestritt er 73 Zweitligaspiele. Zu Beginn der Saison 2023 unterschrieb er einen Vertrag beim ebenfalls in der zweiten Liga spielenden FC Machida Zelvia. Am Ende der Saison 2023 feierte er mit Machida die Zweitligameisterschaft sowie den Aufstieg in die erste Liga. Im Juli 2024 wechselte er auf Leihbasis zum Zweitligisten Kagoshima United FC. Am Ende der Saison 2024 belegte er mit Kagoshima den 19. Tabellenplatz und musste somit in die dritte Liga absteigen. Nach dem Abstieg wurde er im Februar 2025 von Kagoshima fest unter Vertrag genommen.

## Erfolge
Albirex Niigata (Singapur)
- Singapurischer Meister: 2016, 2017
- Singapurischer Ligapokalsieger: 2016
- Singapore Community Shield: 2016, 2017
- Singapore Cup: 2016, 2017

FC Machida Zelvia
- Japanischer Zweitligameister: 2023  ▲